# Avenida Borges de Medeiros (Porto Alegre)

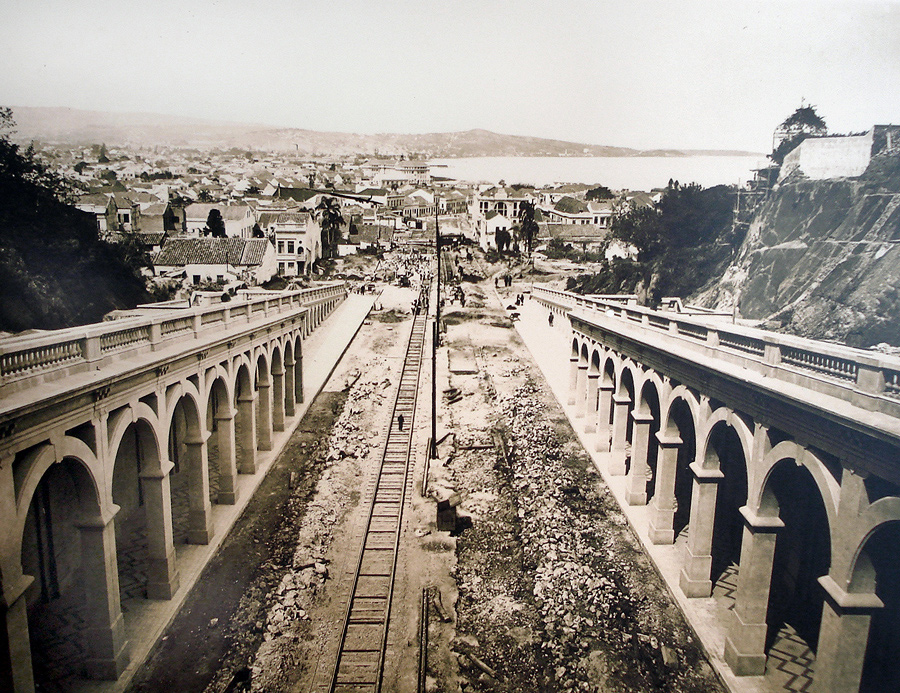
Abertura da avenida e construção do Viaduto Otávio Rocha.

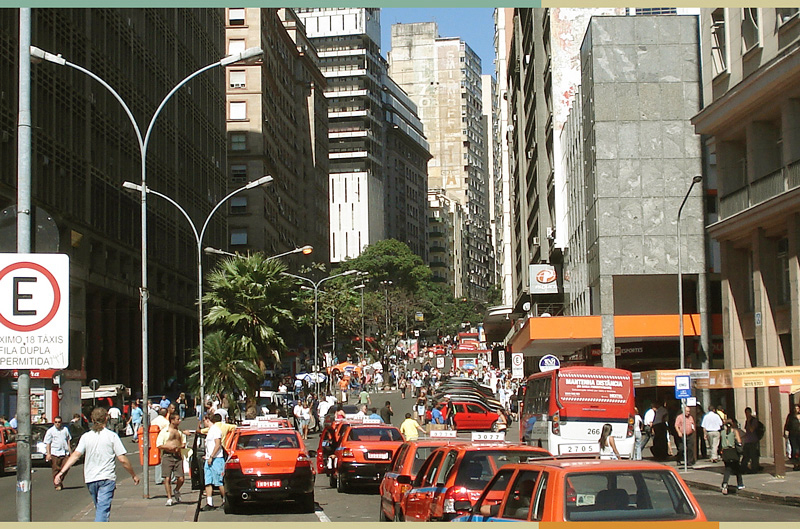
Trecho inicial da Avenida Borges de Medeiros.

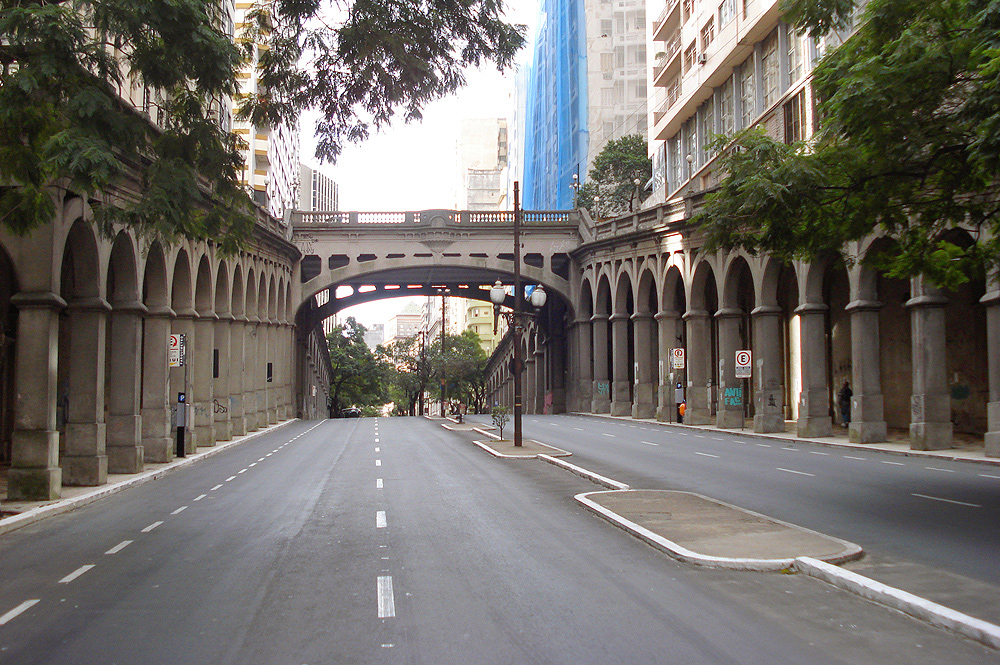
O Viaduto Otávio Rocha.

A Avenida Borges de Medeiros é uma importante via arterial da cidade de Porto Alegre, capital do estado brasileiro do Rio Grande do Sul. Um dos principais eixos da urbe gaúcha, nela encontram-se pontos de referência da cidade, como o Viaduto Otávio Rocha e o Cine Theatro Capitólio, entre outros. Em seu cruzamento com a Rua da Praia forma a Esquina Democrática, ponto consagrado de concentração de comícios e manifestações populares de variada natureza.
As origens do seu trajeto são antigas. Em atas de 1830 da Câmara Municipal já se faz menção a um caminho, o Beco do Poço, que interligava as atuais Rua Riachuelo e Rua Duque de Caxias. Em meados do século já tinha dois prolongamentos, um seguindo da Rua Riachuelo até a Rua General Andrade Neves, chamado Beco do Freitas, e outro seguindo além da Rua Duque de Caxias, chamado Beco do Meireles.
Em 30 de outubro de 1871 a Câmara unificou as três denominações batizando todo o trajeto como Rua General Paranhos. A rua transpunha uma grande elevação, tendo uma forte declividade, e por isso a circulação era prejudicada. Porém, localizada em área central, já na década de 1890 se planejavam melhorias em seu traçado e urbanização. Um trecho foi alargado em 1894, e outras obras foram realizadas em 1914.
Durante a administração do intendente Otávio Rocha, uma solução para o problema de circulação da rua se tornou uma prioridade, pois desejava-se fazer dela uma importante ligação entre o Centro Histórico e o bairro do Menino Deus. Assim, em torno de 1925 iniciaram-se os projetos e as obras de uma da mais importantes intervenções urbanísticas na cidade do início do século XX. Seu traçado foi estendido para 1.050 metros e o vão, alargado para 21 metros, obrigando à desapropriação de uma grande área de terrenos e à demolição de muitos prédios antigos. Em 1927 o custo total da obra foi calculado em 14 mil contos de réis, uma soma de grande vulto muito além das possibilidades do orçamento municipal.
Devido à magnitude da empreitada e ao seu alto custo, as obras se estenderiam por décadas. Em 1928 iniciou um trabalho importante, a criação de um viaduto para possibilitar a passagem do leito da avenida sob a Rua Duque de Caxias, resultando em um importante marco arquitetônico, o Viaduto Otávio Rocha, projetado por Manoel Barbosa Assumpção Itaqui e Duilio Bernardi, com esculturas de Alfred Adloff, concluído em 1932 e tombado em 1988.
Em 1935 foi completada a abertura do trecho entre a Rua da Praia e a Praça Montevidéu. Na década de 1940 iniciou a extensão até a região da Praia de Belas, e na mesma época seu entorno começa a ser povoado de "arranha-céus", onde se incluem alguns edifícios de interesse arquitetônico, como o Edifício Sulacap, o Edifício Sul América, o Edifício União e o Edifício Vera Cruz. Com a conclusão do aterro da Praia de Belas, a avenida pôde ser estendida até sua terminação atual, na Avenida Padre Cacique.